# Homunculus (манґа)
Homunculus (яп. ホムンクルス, Homunkurusu, укр. Гомункул) — японська серія манґи, написана та проілюстрована Хідео Ямамото. Серіал виходив у сейнен-журналі манґи Weekly Big Comic Spirits видавництва Shogakukan з березня 2003 по лютий 2011 року, а його розділи були зібрані у 15 томів-танкобонів. Прем'єра живої адаптації, режисером якої став Такасі Сімідзу з Ґо Аяно в головній ролі, відбулася у квітні 2021 року.

## Сюжет
Трепанація — це процедура свердління отворів у голові людини, що нібито збільшує циркуляцію крові і допомагає поліпшити тиск всередині черепа, пробуджує шосте відчуття і призводить до отримання надлюдських здібностей, таких як екстрасенсорика, здатність бачити привидів і керувати об'єктами на відстані силою думки. Це спекулятивна фантастика, заснована на концепції трепанації.
Сусуму Накосі — 34-річний безхатченко, який живе у своїй машині. Протягом двох тижнів він відхиляв запрошення своїх друзів-безхатченків розбити з ними намет, вважаючи за краще спати в машині. Однак одного дня до нього підходить чоловік дивного вигляду, який шукає учасників, щоб піддати себе трепанації. Накосі просить чоловіка піти геть і викидає листівку, яку той почепив на лобове скло. Однак, коли його машину буксирують, він погоджується дозволити студенту-медику Манабу Іто просвердлити отвір у його черепі в обмін на 700 000 єн. Іто стверджує, що зацікавлений у трепанації заради науки; він цікавиться людьми, захоплюється екстрасенсорикою та шостим чуттям, а також хоче спростувати існування окультизму. Батько Іто володіє лабораторією, оскільки його батько — багатий директор лікарні. Іто проводить операцію з трепанації кінцівок Накосі та різноманітні тести на екстрасенсорику. Коли Накосі виявляє, що бачить спотворені образи людей, коли використовує лише ліву частину свого тіла, Іто проводить дослідження і виявляє, що Накосі може бачити гомункулів.

## Персонажі
Накосі Сусуму (яп. 名越 進, Nakoshi Susumu)
34-річний чоловік. На початку сюжету показано, що він нещодавно став безхатченком і живе у своїй машині. Він живе між двома світами — вищого класу та бездомних. Він колишній працівник іноземного банку і патологічний брехун. Після процедури трепанації він отримує здатність бачити гомункулів або «викривлення» людей.
Іто Манабу (яп. 伊藤 学, Itō Manabu)
Заможний 22-річний студент-медик з багатими знаннями в галузі людської психології та фізіології. Однак найбільше його турбує проведення операції, відомої як трепанація. Для цього він шукає ідеального пацієнта. Накосі погоджується бути його піддослідним кроликом за гроші. Іто попереджає його, що процедура передбачає свердління невеликого отвору в черепі, що може дозволити йому розвинути шосте чуття.
Юкарі (яп. ユカリ) / 1775
17-річна дівчина, яка працює в салоні бурусера і одна з перших гомункулів, з якими спілкується Накосі.

## Медіа

### Манґа
Гомункул, написаний та проілюстрований Хідео Ямамото, був серіалізований у журналі Weekly Big Comic Spirits видавництва Shogakukan з 17 березня 2003 року до 21 лютого 2011 року. Розділи були зібрані в 15 томів-танкобонів, виданих з 30 липня 2003 року по 28 квітня 2011 року. Пізніше серія була перевидана в десятитомному бункобон-виданні з 15 травня 2015 року по 15 січня 2016 року.

#### Список томів

##### Оригінальне видання
| №  | Дата виходу       | ISBN                   |
| -- | ----------------- | ---------------------- |
| 1  | 30 липня 2003     | ISBN 978-4-09-187071-1 |
| 2  | 30 квітня 2004    | ISBN 978-4-09-187072-8 |
| 3  | 30 липня 2004     | ISBN 978-4-09-187073-5 |
| 4  | 24 грудня 2004    | ISBN 978-4-09-187074-2 |
| 5  | 28 лютого 2005    | ISBN 978-4-09-187075-9 |
| 6  | 30 серпня 2005    | ISBN 978-4-09-187076-6 |
| 7  | 30 листопада 2006 | ISBN 978-4-09-180772-4 |
| 8  | 29 червня 2007    | ISBN 978-4-09-181068-7 |
| 9  | 29 лютого 2008    | ISBN 978-4-09-181747-1 |
| 10 | 28 серпня 2009    | ISBN 978-4-09-182129-4 |
| 11 | 26 грудня 2009    | ISBN 978-4-09-182250-5 |
| 12 | 27 лютого 2010    | ISBN 978-4-09-183018-0 |
| 13 | 30 липня 2010     | ISBN 978-4-09-183353-2 |
| 14 | 25 грудня 2010    | ISBN 978-4-09-183535-2 |
| 15 | 28 квітня 2011    | ISBN 978-4-09-183790-5 |

##### Нове видання
| №  | Дата виходу       | ISBN                   |
| -- | ----------------- | ---------------------- |
| 1  | 15 травня 2015    | ISBN 978-4-09-196012-2 |
| 2  | 15 травня 2015    | ISBN 978-4-09-196013-9 |
| 3  | 13 червня 2015    | ISBN 978-4-09-196014-6 |
| 4  | 15 липня 2015     | ISBN 978-4-09-196015-3 |
| 5  | 12 серпня 2015    | ISBN 978-4-09-196016-0 |
| 6  | 15 вересня 2015   | ISBN 978-4-09-196017-7 |
| 7  | 15 жовтня 2015    | ISBN 978-4-09-196018-4 |
| 8  | 13 листопада 2015 | ISBN 978-4-09-196019-1 |
| 9  | 15 грудня 2015    | ISBN 978-4-09-196020-7 |
| 10 | 15 січня 2016     | ISBN 978-4-09-196039-9 |

### Жива адаптація
У вересні 2020 року було оголошено, що Гомункул отримає екранізацію. Режисером фільму є Такасі Сімідзу, а головну роль зіграв Ґо Аяно. Прем'єра в Японії відбулася 2 квітня 2021 року, а 22 квітня відбулася ексклюзивна світова прем'єра на Netflix.

## Сприйняття
У вересні 2020 року тираж манґи «Гомункул» перевищив 4 мільйони копій.